# Protestos na Mongólia Interior em 2020
Os protestos da Mongólia Interior em 2020 foram causados por uma reforma curricular imposta às escolas étnicas pelo Departamento de Educação da Mongólia Interior. A reforma de duas partes substitui o mongol pelo mandarim padrão como meio de instrução em três disciplinas específicas e substitui três livros regionais, impressos em escrita mongol, pelos livros didáticos nacionais da China, editado pelo Ministério da Educação, escrito em mandarim padrão. Em uma escala mais ampla, a oposição à mudança curricular reflete questões étnicas na China e o declínio da educação em línguas regionais.
As três disciplinas em questão são Língua e Literatura (referindo-se ao Mandarim Padrão) da primeira série, Moralidade e Estado de Direito da primeira série (uma variante da educação cívica) e História, da sétima série. A reforma foi parte da reforma nacional dos livros didáticos implementada em outras partes da China a partir do outono de 2017 para eliminar vários livros didáticos provinciais pela série de livros didáticos nacionalmente unificados, que foi criticada em outras partes da China.
Os pais e alunos das escolas étnicas se opuseram fortemente à reforma curricular. O sentimento se espalhou para outros chineses mongóis que não frequentavam essas escolas, levando a protestos. Embora seja visto como uma tentativa de assimilar a minoria étnica, observadores também observam que isso exemplifica a "política étnica de segunda geração" sob o secretário-geral do Partido Comunista Chinês (PCC) e presidente Xi Jinping, que "imaginou o caldeirão de raças formulado no Ocidente, em particular nos EUA, como solução definitiva para os problemas étnicos”.

## Contexto

### História política da Mongólia Interior
Por muito tempo, a Mongólia Interior experimentou conflitos étnicos menos violentos do que Xinjiang e o Tibete. A região "foi considerada amplamente pacificada ao longo de muitas décadas de migração han, casamentos mistos e repressão". A migração han em grande escala começou em 1912, durante o período do governo Beiyang, quando a terra passou a ser comercializada livremente. Em 1937, o número agregado do censo do governo nacionalista de Nanquim sobre a província de Suiyuan, de Chahar e do censo de Manchukuo e do governo autônomo unido mongol, relatou 3.720.000 hans e 860.000 mongóis (proporção de cerca de 8: 2) dentro das modernas fronteiras da Mongólia Interior. Essa proporção continua hoje.
O protesto estudantil da Mongólia Interior em 1981 se opôs a um pacote de novas políticas que piorou a degradação das estepes e a representação política dos mongóis chineses. As políticas incluiam o aumento do gado na província em 100 milhões, assentamento ao invés da repatriação os imigrantes rurais de províncias vizinhas, e a alocação de oficiais mongóis nos assentamentos de maioria mongóis, enquanto oficiais Han ocupariam os lugares em assentamentos de maioria han. Em maio de 2011, uma agitação eclodiu quando um caminhão de carvão colidiu e matou um pastor mongol chinês, e mais tarde foi seguida por protestos que reclamaram do impacto ambiental da mineração e políticas de desenvolvimento injustas.

### Origem do protesto: reforma curricular, 2020
Os quatro principais idiomas nativos da Mongólia Interior são o idioma Jin, o mandarim do nordeste, variedades de dialetos mongóis e o mandarim Lanzhou-Ningxia. A maioria dos mongóis e quase todos os hans optam por enviar seus filhos a escolas ensinadas em mandarim padrão, em reconhecimento das oportunidades econômicas que isso traria. No entanto, uma minoria significativa dos mongóis frequentam escolas étnicas, ensinadas principalmente em mongol.
Em 26 de agosto de 2020, o Departamento de Educação da Mongólia Interior publicou oficialmente uma reforma curricular em duas partes para escolas étnicas. Mongol como meio de instrução será substituído pelo Mandarim Padrão nas três disciplinas de Língua e Literatura (referindo-se ao Mandarim Padrão) da primeira série, Moralidade e Estado de Direito da primeira série (uma variante A reforma foi parte da reforma do livro didático nacional implementada na China em 2017 para substituir vários livros provinciais pelos livros didáticos nacionais padronizados, que atraiu repetidas críticas em outras partes da China.
Essa política foi aplicada em todas as províncias, incluindo o Tibete e Xinjiang, e restá sendo imposta na Mongólia Interior. Esta política não altera a educação da Arte da Língua Mongol em si.
Embora visto como uma tentativa de assimilar a minoria étnica, observadores também observam que exemplifica a "política étnica de segunda geração" sob o líder supremo Xi Jinping, que "imaginou o caldeirão de raças formulado no Ocidente, em particular nos EUA, como solução definitiva para os problemas étnicos”. Xi Jinping "rejeita o antigo sistema de base soviética, que permitia relativa autonomia e preservação da língua e da cultura em regiões designadas, em favor da nova abordagem".
Usar os livros didáticos nacionais padronizados nessas três disciplinas também se extenderia à aplicação de exames, portanto, teria impactos diretos nas notas dos exames dos alunos em exames importantes, como os exames de admissão às faculdades nacionais. Isso também pode ser um fator que leva alguns pais a protestar.

## Protestos

### Linha do tempo
O protesto público começou em 30 de agosto, quando estudantes na Mongólia Interior protestaram contra o novo programa de idioma chinês mandarim. No entanto, permaneceu localizado até 31 de agosto de 2020, quando o departamento de educação da Mongólia Interior anunciou que a língua mongol seria removida das disciplinas de história, política, língua e literatura, a partir de 1º de setembro, e se tornará oficialmente efetiva, com outras disciplinas a serem adicionadas.
Após o anúncio, milhares de mongóis étnicos protestaram contra o que consideraram uma tentativa de transformar a língua mongol em uma língua estrangeira em sua terra natal. Os manifestantes considerado isso como uma tentativa por parte do governo chinês para impedi-los de aprender o idioma mongol e para desconectar-los de sua nômade fundo. Muitas famílias mongóis anunciaram que não enviariam seus filhos às escolas até que a língua mongol fosse restabelecida como língua de ensino na Mongólia Interior.
Em um caso semelhante em Tongliao, prefeitura da Mongólia Interior, os pais descobriram o anúncio somente depois de enviarem seus filhos a um internato, o que gerou protestos. Os pais sitiaram a escola antes de serem repelidos pela polícia. As autoridades liberaram seus filhos da escola apesar da pressão crescente. O ressentimento contra a educação baseada em mandarim forçada também foi refletido nas redes sociais chinesas por usuários mongóis, mas foi removido pelas autoridades.
Em 1 de setembro, funcionários de uma escola no condado de Naiman disseram à BBC que apenas cerca de 40 alunos haviam se matriculado para o semestre, no lugar dos 1.000 habituais. Posteriormente, alguns mudaram de ideia e apenas dez permaneceram. Ao mesmo tempo, 300.000 estudantes de etnia mongol entraram em greve contra a política imposta por Pequim. Mesmo entre os mongóis étnicos que apóiam o governo chinês, muitos se opuseram ao plano, com um mongol, usando o aplicativo de vídeo curto Kuaishou, afrimando “Eu sou chinês, sou mongol, você pode tirar qualquer coisa de mim, exceto minha língua materna. Sem a linguagem, não posso dizer que sou mongol ”, em uma demonstração contra a política.
Em 2 de setembro, vários mongóis étnicos participaram do levantamento de khar suld (Bandeira Negra em Mongol). O suld khar tem uma conotação implícita, usada apenas quando os mongóis lutavam contra um inimigo.

## Reações

### China
A mídia estatal chinesa, como a Xinhua News Agency e o China Daily, em grande parte ignorou os protestos e suas demandas no início, se concentrando nos festivais planejados na Mongólia Interior para a vida social dos mongóis étnicos. No entanto, ao mesmo tempo, as autoridades chinesas viajaram para a Mongólia Interior tentando persuadir as famílias a mandar seus filhos de volta às escolas, embora houvesse uma forte objeção das famílias mongóis.
No início de setembro, o conselheiro de Estado e ministro da polícia Zhao Kezhi visitou a região para fortalecer a luta contra o “terrorismo e o separatismo” durante uma viagem a partes da província. A polícia chinesa da região oferece uma recompensa de 1.000 yuans para quem conseguir identificar as pessoas que participam de protestos contra o governo.
Ao mesmo tempo, a força policial chinesa foi alocada e intensificou suas atividades em toda a Mongólia Interior, com várias pessoas presas por apoiarem os protestos. As famílias que se recusam a enviar os filhos às escolas podem ter seus benefícios sociais privados do governo.
Em 4 de setembro, uma jornalista do Los Angeles Times teria sido detida por quatro horas antes de ser expulsa pelas autoridades chinesas por sua cobertura.
Em 13 de setembro, o governo de alguns condados exige que os tutores mandem seus filhos à escola ou eles serão multados em até 5.000 yuans em resposta à greve estudantil.
Em 1 de dezembro, um relatório dizia que o governo chinês está fazendo um recrutamento em massa de professores do ensino médio para trabalhar na região norte da Mongólia Interior. Documentos governamentais online emitidos nas semanas desde que os protestos abalaram a região no início de setembro revelam planos do governo de contratar mais de 1.000 professores em toda a região.
Governos de bandeiras e ligas locais em toda a região também postaram anúncios de recrutamento para centenas de professores de outras partes da China para se mudarem para a região e ensinarem mandarim.

### Taiwan
Em Taipei, o ex-ministro do Conselho dos Povos Indígenas Yohani Isqaqavut, que é um pastor presbiteriano, e outros membros do Comitê do Ministério Indígena da igreja seguram cartazes em um comício fora do Yuan Legislativo em Taipei ontem para expressar apoio às pessoas na Mongólia Interior da China.

### Internacional
Muitos mongóis ficaram indignados com os relatórios, embora a dependência econômica da China prejudique em grande parte a oportunidade de ajudar. Dezenas de manifestantes mongóis marcharam até a sede do Ministério das Relações Exteriores em Ulaanbaatar e exigiram reação contra a repressão contínua dos direitos mongóis na China. O líder do IMPP, Temtsiltu Shobtsood, que vive exilado na Alemanha, acusou a China de "tentar suprimir" a língua mongol.
Em setembro de 2020, a Comissão Executiva do Congresso sobre a China emitiu uma declaração condenando a supressão dos protestos e uma agressão a um jornalista norte-americano que cobria os protestos. No mesmo mês, uma petição internacional da etnia mongol, “Salve a Educação na Mongólia Interior”, foi iniciada.
Em 24 e 25 de novembro, centenas de mongóis que vivem no Japão protestaram em frente à Assembleia Nacional em Tóquio, pedindo ao Partido Comunista Chinês que não acabe com a educação média mongol na Mongólia Interior. Os manifestantes ergueram faixas e cartazes em mongol, chinês, japonês e inglês, como "Retire a política de sinicização!" "Pare de oprimir os mongóis!" e "Devolva aos mongóis sua língua materna!"